# Dragão Vermelho
Red Dragon (bra/prt: Dragão Vermelho) é um filme americano de terror psicológico lançado em 2002, baseado no livro de mesmo nome de Thomas Harris. Foi dirigido por Brett Ratner e produzido por Dino De Laurentiis e Martha De Laurentiis, trazendo Anthony Hopkins mais uma vez como um dos vilões mais famosos do cinema mundial. É uma prequela aos filmes O Silêncio dos Inocentes (1991) e Hannibal (2001).

## Sinopse
Baseado no livro de Thomas Harris, Dragão Vermelho faz parte da série de filmes sobre o psiquiatra canibal Hannibal Lecter. Esse filme retrata o médico antes de O Silêncio dos Inocentes. O agente especial do FBI Will Graham recorre à ajuda de Lecter para capturar o serial killer Francis Dollarhyde. O único problema é que, além de Graham considerar o psiquiatra um de seus piores inimigos, Hannibal está dando preciosas informações ao criminoso a respeito da família do policial.

## Elenco
- Anthony Hopkins - Hannibal Lecter
- Edward Norton - Will Graham
- Ralph Fiennes - Francis Dollarhyde
- Emily Watson - Reba McClane
- Mary-Louise Parker - Molly Graham
- Harvey Keitel - Jack Crawford
- Philip Seymour Hoffman - Freddy Lounds
- Anthony Heald - Dr. Frederick Chilton
- Frank Langella - Voz do Dragão - cenas deletadas
- Ellen Burstyn - Voz da avó de Francis Dolarhyde - cenas deletadas
- Alex D. Linz - voz do jovem Francis Dolarhyde
- Robert Randolph Caton - Patrono do museu
- Barbara Kerr Condon - Avó Dolarhyde
- Tyler Patrick Jones - Josh Graham
- Ken Leung - Lloyd Bowman
- Anthony Reynolds - Rankin
- Tom Verica - Sr. Leeds

## Crítica
Red Dragon tem recepção favorável por parte da crítica especializada. Possui Tomatometer de 69% em base de 185 críticas no Rotten Tomatoes. Por parte da audiência do site tem 75% de aprovação.

## Produção
Este filme é um remake do filme Manhunter de 1986, dirigido por Michael Mann e que inicia a história de Hannibal Lecter.